# Giovanni Siereveld
Giovanni Siereveld (19 augustus 1984) is een Nederlandse voetballer die uitkomt voor de Topklasser HSV Hoek. 
Siereveld, een linksvoetige centrale verdediger, kwam al eerder uit voor de Nederlandse clubs HSV Hoek, VC Vlissingen en VV Kloetinge. In het seizoen 2009/10 speelde hij voor Eendracht Aalst in de Belgische derde klasse A. Hij maakte zijn debuut in het A-elftal van Eendracht Aalst op 30 augustus 2009 in de wedstrijd tegen KM Torhout 1992. In augustus 2009 tekende hij een overeenkomst met de Oost-Vlaamse club voor twee seizoenen.
Na negen wedstrijden in het eerste elftal verdween Siereveld uit beeld. Medio november 2009 meldde de club op haar website dat zijn contract wegens familiale omstandigheden ontbonden was.
Siereveld keerde in de winterstop van hetzelfde seizoen terug bij zijn vorige club, HSV Hoek. Daar speelt hij tot op heden met rugnummer 4.